# Michael Ballack
Michael Ballack (phát âm tiếng Đức: [ˈmɪçaːʔeːl ˈbalak]; sinh ngày 26 tháng 9 năm 1976) là một cựu cầu thủ bóng đá chuyên nghiệp người Đức. Anh là một trong những cầu thủ ghi nhiều bàn thắng nhất trong lịch sử của đội tuyển quốc gia Đức. Ballack đã mặc chiếc áo số 13 cho mọi đội bóng mà anh ấy từng thi đấu, ngoại trừ 1. FC Kaiserslautern. Anh được Pelé bình chọn là một trong 100 Cầu thủ xuất sắc nhất còn sống của FIFA và là tiền vệ xuất xắc nhất UEFA vào năm 2002. Anh đã 3 lần giành được danh hiệu Cầu thủ xuất sắc nhất năm của Đức - vào các năm 2002, 2003 và 2005. Ballack được biết đến với Phạm vi chuyền bóng, sút xa mạnh mẽ, thể lực và sự hiện diện chỉ huy ở hàng tiền vệ.
Ballack bắt đầu sự nghiệp của mình khi còn là một thanh niên tại cộng đồng thể thao doanh nghiệp BSG Motor "Fritz Heckert" Karl-Marx-Stadt  vào năm 1983. Sau đó, anh gia nhập đội trẻ của câu lạc bộ bóng đá FC Karl-Marx-Stadt.  Ballack có trận ra mắt đội bóng dưới 21 tuổi của Đức vào ngày 26 tháng 3 năm 1996. Mặc dù đội bóng đã xuống hạng trong mùa giải đầu tiên của anh ấy, nhưng màn trình diễn của anh ấy ở Regionalliga vào mùa giải tiếp theo đã dẫn đến việc chuyển đến 1. FC Kaiserslautern vào năm 1997. Anh ấy đã vô địch Bundesliga trong mùa giải đầu tiên của anh ấy tại câu lạc bộ, vinh dự lớn đầu tiên của anh ấy. Anh ấy trở thành đội một thường xuyên trong mùa giải 1998–99 và cũng có lần đầu tiên khoác áo ĐTQG Đức. Anh chuyển đến Bayer Leverkusen với giá 4,1 triệu euro vào năm 1999. Mùa giải 2001–02 chứng kiến anh giành được một loạt huy chương á quân: Bayer Leverkusen về nhì tại Bundesliga, DFB-Pokal, UEFA Champions League và Đức thua Brazil ở giải Chung kết World Cup 2002.
Việc chuyển đến Bayern Munich trị giá 12,9 triệu euro đã dẫn đến những danh hiệu cao hơn: đội bóng này đã giành được cú đúp Bundesliga và DFB-Pokal vào các năm 2003, 2005 và 2006. Ballack đã trở thành một tay săn bàn xuất sắc nhất từ hàng tiền vệ, ghi 58 bàn cho Bayern từ năm 2002 đến 2006. Anh ấy gia nhập câu lạc bộ Premier League Chelsea vào giữa năm 2006 và giành được danh hiệu Anh trong mùa giải đầu tiên của mình tại câu lạc bộ. Chấn thương đã loại trừ anh ấy trong phần lớn thời gian của năm 2007, nhưng anh ấy đã trở lại vào mùa giải sau để giúp Chelsea lọt vào trận chung kết Champions League đầu tiên của họ. Anh ấy cũng tiếp tục giành được FA Cup một lần nữa vào năm 2009 và sau đó một lần nữa là một phần của danh hiệu vô địch quốc gia và cúp quốc gia vào năm 2010.
Trên bình diện quốc tế, Ballack đã chơi ở Giải vô địch bóng đá châu Âu của UEFA vào các năm 2000, 2004 và 2008, và FIFA World Cup vào các năm 2002 và 2006. Jürgen Klinsmann đã bổ nhiệm anh làm đội trưởng đội tuyển quốc gia vào năm 2004. Ballack đã ghi những bàn thắng liên tiếp trong trận đấu trong quý. - trận chung kết và bán kết giúp đất nước anh vào chung kết World Cup 2002 và dẫn dắt đội bóng của anh vào bán kết World Cup 2006 và chung kết Euro 2008.

## Tiểu sử

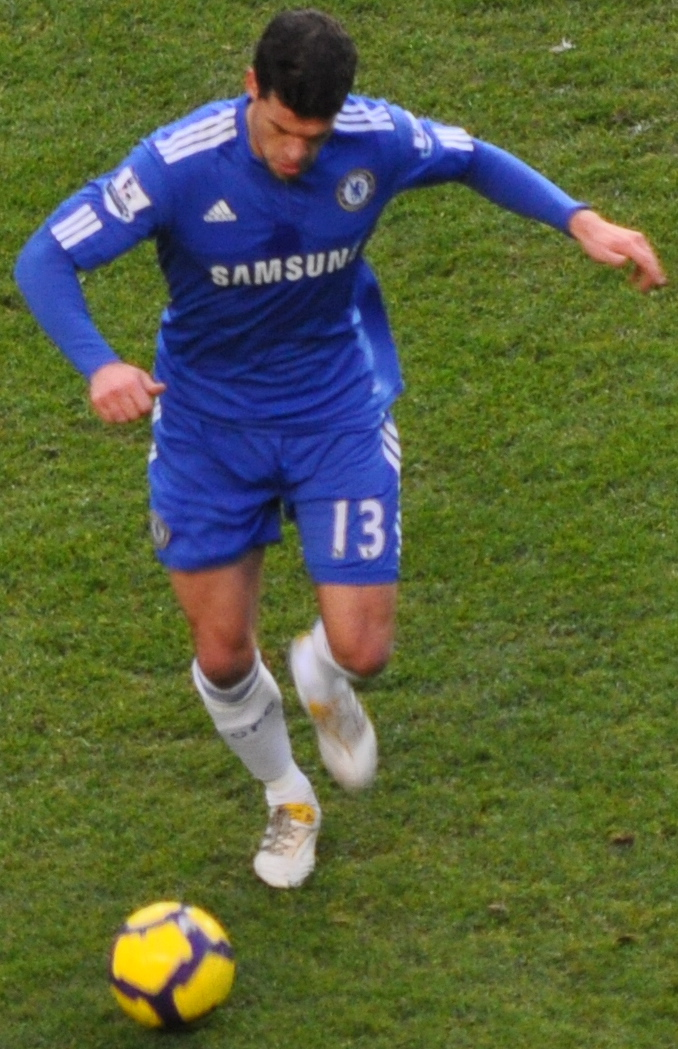
Ballack với Chelsea trong trận đấu với Fulham vào tháng 12 năm 2009.

Anh tạo dựng tên tuổi với vai trò tiền vệ đa năng với câu lạc bộ Bayer Leverkusen. Ở Bayer anh chơi vị trí tiền vệ trung tâm với cả chức năng công và thủ. Khi chuyển sang Bayern Munich, dưới sự chỉ đạo của Ottmar Hitzfeld và Felix Magath, Ballack chơi lùi hơn, ít lên tham gia tấn công hơn và chú trọng vào việc thu hồi và phân phối bóng. Tuy nhiên ở đội tuyển Đức, anh vẫn giữ vai trò tiền vệ đa năng.
Anh có khả năng chơi tốt cả hai chân và chơi đầu. Anh đã được bình chọn là cầu thủ Đức xuất sắc nhất trong 3 năm (2002, 2003, 2005). Anh cũng là một trong những biểu tượng thể thao của Đức thời gian gần đây. Ballack được Pelé đưa vào danh sách 125 cầu thủ còn sống xuất sắc nhất vào năm 2004.
Năm 2004, huấn luyện viên đội tuyển Đức lúc đó là Jürgen Klinsmann chọn Ballack làm đội trưởng.Sau khi Đức giành hạng ba World Cup trên sân nhà năm 2006, huấn luyện viên mới của Đức Joachim Löw tiếp tục giữ Ballack là đội trưởng đội tuyển. Ballack có số áo 13 ở cả đội tuyển Đức và các câu lạc bộ anh từng khoác áo.
Năm 2012, anh đã quyết định giải nghệ sau khi chấm dứt hợp đồng với câu lạc bộ Bayer Leverkusen, để lại trong lòng người hâm mộ Die Mannschaft nhiều nuối tiếc.

## Sự nghiệp câu lạc bộ
Chemnitzer FC, FC Kaiserslautern, Bayer Leverkusen, Bayern Munich, Chelsea

## Đội tuyển quốc gia
Ngày 26 tháng 3 năm 1996, Ballack ra mắt đội tuyển U21 quốc gia Đức gặp Đan Mạch, ngay sau khi ký hợp đồng với Chemnitzer FC. Tổng cộng, anh ấy đã chơi 19 trận cho đội bóng này, ghi được 4 bàn thắng. Sau đó, sau khi anh ấy chuyển đến 1. FC Kaiserslautern, huấn luyện viên trưởng đội cấp cao Berti Vogts đã gọi anh ấy vào đội.
Tuy nhiên, lần đầu tiên Ballack xuất hiện ở đội tuyển Đức là vào ngày 28 tháng 4 năm 1999, khi anh vào sân thay cho Dietmar Hamann trong trận đấu với Scotland.
Ballack chỉ chơi 63 phút tại UEFA Euro 2000. Tại FIFA World Cup 2002, anh ghi bàn trong các trận đấu với Hoa Kỳ và Hàn Quốc ở vòng loại trực tiếp khi Đức lọt vào trận chung kết. Tuy nhiên, anh ấy đã bị phạt thẻ vì phạm lỗi chiến thuật trong trận bán kết với Hàn Quốc và bị treo giò trong trận chung kết, trận đấu mà Đức để thua 0-2 trước Brazil. Anh ấy đã được đưa vào Đội hình toàn sao của World Cup. Ballack thua trận chung kết cuối cùng đã dẫn đến một sự sửa đổi lâu dài về luật ân xá thẻ vàng nhằm "tạo cơ hội cho những cầu thủ giỏi nhất chơi trong trận chung kết". Sau Euro 2004, Jürgen Klinsmann thay Rudi Völler dẫn dắt đội tuyển quốc gia và Ballack thay thế Oliver Kahn làm đội trưởng. Anh ghi ba bàn - tất cả đều là phạt đền - ở Cúp Liên đoàn các châu lục 2005, giải đấu mà Đức bị Brazil loại ở bán kết.
Ballack (#13) trong trận gặp Thụy Điển tại World Cup 2006
Tại World Cup 2006, anh không thể ra sân trong trận đầu tiên của Đức gặp Costa Rica do bị căng cơ bắp chân, nhưng đã xuất hiện trong 5 trận đấu sau đó. Đức đã bị loại ở bán kết, nhưng họ đã giành được vị trí thứ ba trong trận đấu với Bồ Đào Nha. Anh ấy được vinh danh là Cầu thủ xuất sắc nhất trận trong các trận đấu với Ecuador và Argentina, và lần thứ hai liên tiếp được đưa vào Đội hình tiêu biểu World Cup của FIFA. Sau giải đấu, Klinsmann từ chức huấn luyện viên trưởng đội tuyển quốc gia và được kế nhiệm bởi trợ lý Joachim Löw.
Ballack đá chính và chỉ huy đội tuyển Đức trong trận đấu đầu tiên của họ tại Euro 2008 gặp Ba Lan. Anh ấy đã chứng tỏ là một nhân vật có ảnh hưởng ở khu vực giữa sân khi Đức lội ngược dòng sau thất bại sốc trước Croatia để lọt vào trận chung kết, ghi một quả phạt trực tiếp vào lưới Áo giúp Đức giành chiến thắng 1–0 và giành một suất vào tứ kết. Trong trận tứ kết, anh ấy đã đánh đầu ghi bàn vào lưới Bồ Đào Nha để nâng tỷ số lên 3–1 trong chiến thắng 3–2 của họ sau pha kiến tạo từ quả đá phạt trực tiếp ở phút 60 của Bastian Schweinsteiger, giúp Đức tiến vào bán kết. Đức tiếp tục đánh bại Thổ Nhĩ Kỳ 3–2 trong trận bán kết. Trước trận chung kết, Ballack dính chấn thương bắp chân nhưng cuối cùng đã vượt qua kịp thời. Tuy nhiên, Đức đã để thua 1–0 trước Tây Ban Nha. Tuy nhiên, anh ấy đã có tên trong Đội hình của Giải đấu.
Ballack đã ghi bốn bàn ở vòng loại World Cup 2010, nhưng đã bỏ lỡ World Cup 2010 sau khi bị chấn thương mắt cá do phạm lỗi với Kevin-Prince Boateng của Portsmouth trong trận chung kết FA Cup 2009-10. Ballack đã đến Nam Phi để hỗ trợ tinh thần cho đội tuyển quốc gia nhưng anh ấy đã rời đi sau khi Philipp Lahm, người được bổ nhiệm làm đội trưởng do chấn thương của Ballack, đã nhận xét sau trận tứ kết rằng anh ấy sẽ không trao lại băng đội trưởng cho Ballack. Huấn luyện viên Oliver Bierhoff của đội đã chỉ trích những bình luận của Lahm và làm rõ tình hình, nói rằng, "Philipp Lahm là đội trưởng của World Cup và Michael Ballack vẫn là đội trưởng."
Ballack năm 2009
Đức đã thi đấu mạnh mẽ trong giải đấu bất chấp sự vắng mặt của Ballack, bao gồm chiến thắng 4–1 trước Anh và 4–0 trước Argentina trên đường giành vị trí thứ ba, nhờ những tài năng tiền vệ mới nổi như Sami Khedira, Thomas Müller và Mesut Özil. Cựu đội trưởng đội tuyển Đức Lothar Matthäus cho rằng sự vắng mặt của Ballack đã giúp những cầu thủ trẻ này phát triển.
Kể từ vòng loại World Cup 2010, Ballack không được triệu tập cho bất kỳ trận đấu quốc tế nào. Có thông tin cho rằng huấn luyện viên đội tuyển Đức Joachim Löw đang đợi Ballack giã từ sự nghiệp thi đấu quốc tế sau World Cup 2010, tuy nhiên Ballack đã từ chối từ bỏ mặc dù dính phải chấn thương trong mùa giải 2010–11 với Bayer Leverkusen. Vào ngày 16 tháng 6 năm 2011, có thông báo rằng Ballack sẽ không còn là một phần của đội tuyển quốc gia. Hiệp hội bóng đá Đức (DFB) đã đề nghị anh chơi hai trận giao hữu để đạt 100 trận đấu cho Đức, nhưng anh đã từ chối, cáo buộc Löw không tôn trọng anh kể từ khi anh bị chấn thương vào tháng 3 năm 2010 và gọi lời mời thi đấu hai trận khác cho Đức là " trò hề".
Ballack tự tổ chức trận đấu chia tay và mời Löw và Lahm. Các đội trong hố được đặt tên là Worldplayers vs. Ballack and Friends. Lahm đã chơi trọn 90 phút. Tham dự có Boris Becker, Michael Schumacher, Lothar Matthäus và Rudi Völler.

## Danh hiệu

### Câu lạc bộ
1. FC Kaiserslautern
- Bundesliga: 1997–98

Bayern Munich
- Bundesliga: 2002–03, 2004–05, 2005–06
- DFB-Pokal: 2002–03, 2004–05, 2005–06
- DFB-Ligapokal: 2004

Chelsea
- Premier League: 2009–10
- FA Cup: 2006–07, 2008–09, 2009–10
- Football League Cup: 2006–07
- FA Community Shield: 2009

### Đội tuyển Đức
- FIFA World Cup á quân: 2002; hạng 3: 2006
- UEFA Euro á quân: 2008
- FIFA Confederations Cup hạng ba: 2005

## Đời sống cá nhân
Ballack đã kết hôn và đã có ba con trai với người vợ Simone Lambe, gồm: Louis (sinh 2001), Emilio (sinh 2002) và Jordi (sinh 2005). Tuy nhiên đến năm 2012, vợ chồng Ballack đã ly dị.
Ngày 5 tháng 8 năm 2021, con trai thứ hai của Ballack là Emilio qua đời do tai nạn ở Bồ Đào Nha khi mới 18 tuổi.

## Thống kê sự nghiệp

### Câu lạc bộ
| Câu lạc bộ                     | Câu lạc bộ                     | Câu lạc bộ                     | Giải đấu       | Giải đấu       | Cúp quốc gia | Cúp quốc gia | Cúp liên đoàn | Cúp liên đoàn | Châu lục | Châu lục | Khác | Khác | Tổng cộng | Tổng cộng |
| Câu lạc bộ                     | Giải đấu                       | Mùa giải                       | Trận           | Bàn            | Trận         | Bàn          | Trận          | Bàn           | Trận     | Bàn      | Trận | Bàn  | Trận      | Bàn       |
| Đức                            | Đức                            | Đức                            | Bundesliga     | Bundesliga     | DFB-Pokal    | DFB-Pokal    | DFB-Ligapokal | DFB-Ligapokal | Châu Âu  | Châu Âu  | Khác | Khác | Tổng cộng | Tổng cộng |
| ------------------------------ | ------------------------------ | ------------------------------ | -------------- | -------------- | ------------ | ------------ | ------------- | ------------- | -------- | -------- | ---- | ---- | --------- | --------- |
| Chemnitzer FC II               | Oberliga Nordost Süd           | 1994–95                        | 7              | 2              | —            | —            | —             | —             | —        | —        | —    | —    | 7         | 2         |
| Chemnitzer FC II               | Oberliga Nordost Süd           | 1995–96                        | 11             | 3              | —            | —            | —             | —             | —        | —        | —    | —    | 11        | 3         |
| Tổng cộng Chemnitzer FC II     | Tổng cộng Chemnitzer FC II     | Tổng cộng Chemnitzer FC II     | 18             | 5              | —            | —            | —             | —             | —        | —        | —    | —    | 18        | 5         |
| Chemnitzer FC                  | 2. Bundesliga                  | 1995–96                        | 15             | 0              | 1            | 0            | —             | —             | —        | —        | —    | —    | 16        | 0         |
| Chemnitzer FC                  | Regionalliga Nordost           | 1996–97                        | 34             | 10             | 1            | 0            | —             | —             | —        | —        | —    | —    | 35        | 10        |
| Tổng cộng Chemnitzer FC        | Tổng cộng Chemnitzer FC        | Tổng cộng Chemnitzer FC        | 49             | 10             | 2            | 0            | —             | —             | —        | —        | —    | —    | 51        | 10        |
| 1. FC Kaiserslautern           | Bundesliga                     | 1997–98                        | 16             | 0              | 2            | 0            | —             | —             | —        | —        | —    | —    | 18        | 0         |
| 1. FC Kaiserslautern           | Bundesliga                     | 1998–99                        | 30             | 4              | 2            | 0            | 1             | 0             | 6        | 0        | —    | —    | 39        | 4         |
| Tổng cộng 1. FC Kaiserslautern | Tổng cộng 1. FC Kaiserslautern | Tổng cộng 1. FC Kaiserslautern | 46             | 4              | 4            | 0            | 1             | 0             | 6        | 0        | —    | —    | 57        | 4         |
| Bayer Leverkusen               | Bundesliga                     | 1999–2000                      | 23             | 3              | 0            | 0            | 0             | 0             | 2        | 2        | —    | —    | 25        | 5         |
| Bayer Leverkusen               | Bundesliga                     | 2000–01                        | 27             | 7              | 2            | 0            | 1             | 0             | 5        | 2        | —    | —    | 35        | 9         |
| Bayer Leverkusen               | Bundesliga                     | 2001–02                        | 29             | 17             | 4            | 0            | 1             | 0             | 16       | 6        | —    | —    | 50        | 23        |
| Tổng cộng Bayer Leverkusen     | Tổng cộng Bayer Leverkusen     | Tổng cộng Bayer Leverkusen     | 79             | 27             | 6            | 0            | 2             | 0             | 23       | 10       | —    | —    | 110       | 37        |
| Bayern Munich                  | Bundesliga                     | 2002–03                        | 26             | 10             | 5            | 4            | 0             | 0             | 7        | 1        | —    | —    | 38        | 15        |
| Bayern Munich                  | Bundesliga                     | 2003–04                        | 28             | 7              | 3            | 2            | 1             | 2             | 8        | 0        | —    | —    | 40        | 11        |
| Bayern Munich                  | Bundesliga                     | 2004–05                        | 27             | 13             | 4            | 3            | 2             | 2             | 9        | 2        | —    | —    | 42        | 20        |
| Bayern Munich                  | Bundesliga                     | 2005–06                        | 26             | 14             | 5            | 1            | 0             | 0             | 6        | 1        | —    | —    | 37        | 16        |
| Tổng cộng Bayern Munich        | Tổng cộng Bayern Munich        | Tổng cộng Bayern Munich        | 107            | 44             | 17           | 10           | 3             | 4             | 30       | 4        | —    | —    | 157       | 62        |
| Anh                            | Anh                            | Anh                            | Premier League | Premier League | FA Cup       | FA Cup       | League Cup    | League Cup    | Châu Âu  | Châu Âu  | Khác | Khác | Tổng cộng | Tổng cộng |
| Chelsea                        | Premier League                 | 2006–07                        | 26             | 4              | 3            | 1            | 6             | 0             | 10       | 2        | 1    | 0    | 46        | 7         |
| Chelsea                        | Premier League                 | 2007–08                        | 18             | 7              | 2            | 0            | 0             | 0             | 9        | 2        | 0    | 0    | 29        | 9         |
| Chelsea                        | Premier League                 | 2008–09                        | 29             | 1              | 6            | 3            | 1             | 0             | 10       | 0        | —    | —    | 46        | 4         |
| Chelsea                        | Premier League                 | 2009–10                        | 32             | 4              | 4            | 1            | 2             | 0             | 6        | 0        | 1    | 0    | 45        | 5         |
| Tổng cộng Chelsea              | Tổng cộng Chelsea              | Tổng cộng Chelsea              | 105            | 16             | 15           | 5            | 9             | 0             | 35       | 4        | 2    | 0    | 166       | 25        |
| Đức                            | Đức                            | Đức                            | Bundesliga     | Bundesliga     | DFB-Pokal    | DFB-Pokal    | —             | —             | Châu Âu  | Châu Âu  | Khác | Khác | Tổng cộng | Tổng cộng |
| Bayer Leverkusen               | Bundesliga                     | 2010–11                        | 17             | 0              | 0            | 0            | —             | —             | 3        | 2        | —    | —    | 20        | 2         |
| Bayer Leverkusen               | Bundesliga                     | 2011–12                        | 18             | 2              | 1            | 0            | —             | —             | 6        | 1        | —    | —    | 25        | 3         |
| Tổng cộng Bayer Leverkusen     | Tổng cộng Bayer Leverkusen     | Tổng cộng Bayer Leverkusen     | 35             | 2              | 1            | 0            | —             | —             | 9        | 3        | —    | —    | 45        | 5         |
| Tổng cộng sự nghiệp            | Tổng cộng sự nghiệp            | Tổng cộng sự nghiệp            | 439            | 108            | 45           | 15           | 15            | 4             | 103      | 21       | 2    | 0    | 604       | 148       |

| #  | Ngày                 | Địa điểm                                                  | Đối thủ        | Bàn thắng | Kết quả    | Giải đấu                        |
| -- | -------------------- | --------------------------------------------------------- | -------------- | --------- | ---------- | ------------------------------- |
| 1  | 28 tháng 3 năm 2001  | Sân vận động Olympic, Athens, Hy Lạp                      | Hy Lạp         | 2–1       | 4–2        | Vòng loại World Cup 2002        |
| 2  | 2 tháng 6 năm 2001   | Sân vận động Olympic Helsinki, Helsinki, Phần Lan         | Phần Lan       | 2–1       | 2–2        | Vòng loại World Cup 2002        |
| 3  | 6 tháng 6 năm 2001   | Sân vận động Selman Stërmasi, Tirana, Albania             | Albania        | 2–0       | 2–0        | Vòng loại World Cup 2002        |
| 4  | 10 tháng 11 năm 2001 | Khu liên hợp thể thao quốc gia Olimpiyskiy, Kiev, Ukraina | Ukraina        | 1–1       | 1–1        | Vòng loại World Cup 2002        |
| 5  | 14 tháng 11 năm 2001 | Signal Iduna Park, Dortmund, Đức                          | Ukraina        | 1–0       | 4–1        | Vòng loại World Cup 2002        |
| 6  | 14 tháng 11 năm 2001 | Signal Iduna Park, Dortmund, Đức                          | Ukraina        | 4–0       | 4–1        | Vòng loại World Cup 2002        |
| 7  | 1 tháng 6 năm 2002   | Sapporo Dome, Sapporo, Nhật Bản                           | Ả Rập Xê Út    | 3–0       | 8–0        | World Cup 2002                  |
| 8  | 21 tháng 6 năm 2002  | Sân vận động bóng đá Ulsan Munsu, Ulsan, Hàn Quốc         | Hoa Kỳ         | 1–0       | 1–0        | World Cup 2002                  |
| 9  | 25 tháng 6 năm 2002  | Sân vận động World Cup Seoul, Seoul, Hàn Quốc             | Hàn Quốc       | 1–0       | 1–0        | World Cup 2002                  |
| 10 | 21 tháng 8 năm 2002  | Sân vận động Quốc gia Vasil Levski, Sofia, Bulgaria       | Bulgaria       | 1–1       | 2–2        | Giao hữu                        |
| 11 | 7 tháng 9 năm 2002   | Sân vận động Darius và Girėnas, Kaunas, Litva             | Litva          | 1–0       | 2–0        | Vòng loại Euro 2004             |
| 12 | 16 tháng 10 năm 2002 | HDI-Arena, Hannover, Đức                                  | Quần đảo Faroe | 1–0       | 2–1        | Vòng loại Euro 2004             |
| 13 | 10 tháng 9 năm 2003  | Signal Iduna Park, Dortmund, Đức                          | Scotland       | 2–0       | 2–1        | Vòng loại Euro 2004             |
| 14 | 11 tháng 10 năm 2003 | Volksparkstadion, Hamburg, Đức                            | Iceland        | 1–0       | 3–0        | Vòng loại Euro 2004             |
| 15 | 31 tháng 3 năm 2004  | Sân vận động RheinEnergie, Köln, Đức                      | Bỉ             | 3–0       | 3–0        | Giao hữu                        |
| 16 | 27 tháng 5 năm 2004  | Sân vận động Schwarzwald, Freiburg, Đức                   | Malta          | 1–0       | 7–0        | Giao hữu                        |
| 17 | 27 tháng 5 năm 2004  | Sân vận động Schwarzwald, Freiburg, Đức                   | Malta          | 2–0       | 7–0        | Giao hữu                        |
| 18 | 27 tháng 5 năm 2004  | Sân vận động Schwarzwald, Freiburg, Đức                   | Malta          | 5–0       | 7–0        | Giao hữu                        |
| 19 | 27 tháng 5 năm 2004  | Sân vận động Schwarzwald, Freiburg, Đức                   | Malta          | 6–0       | 7–0        | Giao hữu                        |
| 20 | 23 tháng 6 năm 2004  | Sân vận động José Alvalade, Lisboa, Bồ Đào Nha            | Cộng hòa Séc   | 1–0       | 1–2        | Euro 2004                       |
| 21 | 16 tháng 12 năm 2004 | Sân vận động Nissan, Yokohama, Nhật Bản                   | Nhật Bản       | 2–0       | 3–0        | Giao hữu                        |
| 22 | 19 tháng 12 năm 2004 | Sân vận động chính Asiad Busan, Busan, Hàn Quốc           | Hàn Quốc       | 1–1       | 3–1        | Giao hữu                        |
| 23 | 4 tháng 6 năm 2005   | The Oval, Belfast, Bắc Ireland                            | Bắc Ireland    | 2–1       | 4–1        | Giao hữu                        |
| 24 | 4 tháng 6 năm 2005   | The Oval, Belfast, Bắc Ireland                            | Bắc Ireland    | 3–1       | 4–1        | Giao hữu                        |
| 25 | 15 tháng 6 năm 2005  | Commerzbank-Arena, Frankfurt am Main, Đức                 | Úc             | 3–2       | 4–3        | Cúp Liên đoàn các châu lục 2005 |
| 26 | 18 tháng 6 năm 2005  | Sân vận động RheinEnergie, Köln, Đức                      | Tunisia        | 1–0       | 3–0        | Cúp Liên đoàn các châu lục 2005 |
| 27 | 25 tháng 6 năm 2005  | Sân vận động Max Morlock, Nürnberg, Đức                   | Brasil         | 2–2       | 2–3        | Cúp Liên đoàn các châu lục 2005 |
| 28 | 29 tháng 6 năm 2005  | Red Bull Arena, Leipzig, Đức                              | México         | 4–3       | 4–3 (h.p.) | Cúp Liên đoàn các châu lục 2005 |
| 29 | 17 tháng 8 năm 2005  | De Kuip, Rotterdam, Hà Lan                                | Hà Lan         | 2–1       | 2–2        | Giao hữu                        |
| 30 | 22 tháng 3 năm 2006  | Signal Iduna Park, Dortmund, Đức                          | Hoa Kỳ         | 4–0       | 4–1        | Giao hữu                        |
| 31 | 2 tháng 6 năm 2006   | Borussia-Park, Mönchengladbach, Đức                       | Colombia       | 1–0       | 3–0        | Giao hữu                        |
| 32 | 6 tháng 9 năm 2006   | Sân vận động San Marino, Serravalle, San Marino           | San Marino     | 3–0       | 13–0       | Vòng loại Euro 2008             |
| 33 | 7 tháng 10 năm 2006  | Ostseestadion, Rostock, Đức                               | Gruzia         | 2–0       | 2–0        | Giao hữu                        |
| 34 | 11 tháng 10 năm 2006 | Sân vận động Pasienky, Bratislava, Slovakia               | Slovakia       | 2–0       | 3–0        | Vòng loại Euro 2008             |
| 35 | 15 tháng 11 năm 2006 | Sân vận động GSP, Nicosia, Cộng hòa Síp                   | Síp            | 1–0       | 1–1        | Vòng loại Euro 2008             |
| 36 | 31 tháng 5 năm 2008  | Veltins-Arena, Gelsenkirchen, Đức                         | Serbia         | 2–1       | 2–1        | Giao hữu                        |
| 37 | 16 tháng 6 năm 2008  | Sân vận động Ernst Happel, Viên, Áo                       | Áo             | 1–0       | 1–0        | Euro 2008                       |
| 38 | 19 tháng 6 năm 2008  | St. Jakob-Park, Basel, Thụy Sĩ                            | Bồ Đào Nha     | 3–1       | 3–2        | Euro 2008                       |
| 39 | 11 tháng 10 năm 2008 | Signal Iduna Park, Dortmund, Đức                          | Nga            | 2–0       | 2–1        | Vòng loại World Cup 2010        |
| 40 | 28 tháng 3 năm 2009  | Red Bull Arena, Leipzig, Đức                              | Liechtenstein  | 1–0       | 4–0        | Vòng loại World Cup 2010        |
| 41 | 1 tháng 4 năm 2009   | Sân vận động Thiên niên kỷ, Cardiff, Wales                | Wales          | 1–0       | 2–0        | Vòng loại World Cup 2010        |
| 42 | 9 tháng 9 năm 2009   | HDI Arena, Hannover, Đức                                  | Azerbaijan     | 1–0       | 4–0        | Vòng loại World Cup 2010        |